# Muhammad ibn Tumart
Muhammad ibn Tumart, död 1130, var en berbisk-arabisk härskare och sektstiftare i Nordafrika. Han tog strid mot almoraviderna och grundade almohadernas herravälde. Han utgav sig för att vara den väntade mahdi, och underströk liksom mu'taziliterna att Allah inte fick förses med mänskliga drag.
Muhammed ibn Tumart tillhörde Masmudastammen i Sous i sydvästra delen av det nuvarande Marocko. Omkring år 1107 hade han efter ett kort uppehåll i Cordoba begivit sig till Bagdad för att avsluta sina teologiska studier. Här blev han bekant med Abu al-Hasan al-Asharis lära och började snart kämpa för dess spridning. Då han återkommit till sitt hemland tog han upp striden med den där härskande teologins antropomorfistiska uppfattning. I motsats till denna betonade han enhetsbekännelsen, tawhīd, vilket förskaffade hans anhängare namnet muwahhidun, från vilket det spanska almohader kommer.
Vad den praktiska teologin beträffar framhöll han traditionens allena berättigande, medan hos almoraviderna de rättslärdes juridiska deduktioner hade stått i högt anseende. För att ge sin kamp mot de härskande missbruken större eftertryck utgav han sig för att vara en avkomling av aliderna och uppträdde därför som den väntade mahdi, som skulle fylla världen med rätt och rättfärdighet. Liksom redan almoraviderna gjort före honom, ivrade han mot alla avgifter som inte var föreskrivna i traditionen. Berbernas nationalkänsla smickrade han genom att låta böneutropet utföras på berbiska.
Sedan han predikat i åtskilliga större städer, däribland även Marocko, men överallt utvisats av myndigheterna, begav han sig till sin stam i Atlasbergen, där han framgångsrikt verkade för sin lära. Snart kunde han gå till angrepp mot regeringen. Ståthållaren av Sous blev slagen, men Marocko kunde ännu år 1130 värja sig mot honom. Fyra månader senare dog Ibn Tumart, men hans trognaste anhängare Abd al-Mumin ibn Ali fortsatte hans verk som hans kalif.